# Большебаяновская
Большебаяновская (бур. Ехэ Баян - Большой Богач) — деревня в Нукутском районе Усть-Ордынского Бурятского округа Иркутской области. Входит в муниципальное образование «Хареты».

## География
Деревня расположена в 35 км от райцентра. Высота над уровнем моря: 521 метр. Состоит из 5 улиц: Лесная, Нагорная, Новая, Почтовая и Центральная.

## Население
| 2002 | 2010 | 2011 | 2012 |
| ---- | ---- | ---- | ---- |
| 351  | ↘311 | ↘310 | ↘301 |